# Ciorbă de pește
La Ciorbă de pește (o borscht de peix) és una de les sopes romaneses més típiques. Els ingredients, especialment el peix i el verd, difereixen d'una regió a l'altra. L'enduriment es basa en aquesta sopa normalment amb borscht, però també pot ser àcida amb vinagre o suc de llimona. Originalment només s'utilitzava peix d'aigua dolça.

## Recepta

### Ingredients
Es necessiten 2 litres d'aigua o sopa d'os / esquelet de sopa, sopa d'1 quilo tallada en trossos de 4-5 cm (llobarro, carpa, esterlet, carpa, peix granota, tenca, esturió oscietra, truita, esturió sevruga, escalunya o lluc), sopa de verdures, 3 cullerades d'arròs preparat, verdures (làrix, julivert, a gust i anet), oli, sal, pebre negre i, opcionalment, pebrots picants.

### Mètode de preparació
Les cebes, les verdures, els pebrots i els pebrots picats fins (no obligatoris) es fregeixen en una mica d'oli juntament amb l'arròs i després s'aboquen a l'aigua bullent, respectivament, al brou de peix. S'hi posa la llimona i la sal i s'afegeixen els tomàquets picats. Només cal afegir-hi el peix (però que no s'enfonsi). La sopa es bull a foc molt baix i per poc temps. Retireu-la del foc i amaniu-la amb verdures i pebre. Se serveix calent o fred, tal com es prefereixi, tot i que normalment amb mamaliga. La sopa i el peix també es pot servir per separat com a acompanyant d'un altre plat.